# Червона троянда Ланкастерів

Символ Ланкастерів в Війні троянд

Червона троянда Ланкастерів (англ. Red Rose of Lancaster) — символ Ланкашира і  Ланкастерів у  Війні Червоної та Білої троянд.

## Середньовічний символ

Роза Тюдорів

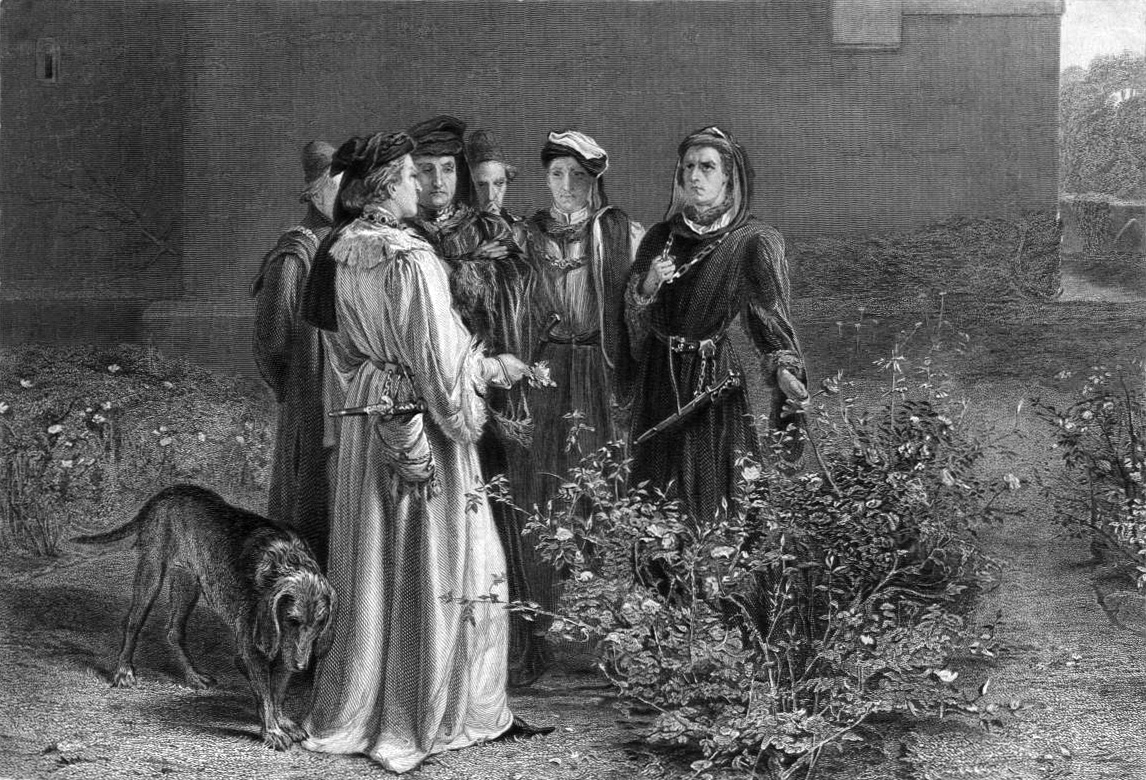
Сцена в саду Темпл а в 1 частини «Генріха VI», де прихильники ворогуючих фракцій вибирають червоні і білі троянди

Вважається, що Червона троянда поряд з  Білою трояндою Йорків стала символом Ланкастерів до початку  війни троянд. Є, однак, сумніви щодо того, чи був цей символ у домі Ланкастерів з початку війни або вони взяли його пізніше на противагу Білій троянді своїх супротивників. Адріан Айлес зазначив, що червона троянда, «ймовірно, зобов'язана своєю популярністю використанням  Генріхом VII, який відреагував на вже існуючий у йоркширців символ білої троянди у той час, коли знаки та символи можуть говорити голосніше, ніж слова».
Це також дозволило Генріху VII придумати і використовувати свій найзнаменитіший геральдичний символ —  Троянду Тюдорів, що поєднує в собі червону троянду Ланкастерів і Білу Йорків. Цей квітковий союз на емблемі став символізувати відновлення миру і гармонії після одруження Генріха на  Єлизаветі Йоркській. Якщо слідувати цій теорії, то це був приклад блискучої геральдичної пропаганди. З тих пір Роза Тюдорів використовується в якості рослинного знака Англії ( Шотландію символізує будяк, Ірландія використовує конюшину повзучу, а Уельс має в якості символу цибулю-пору).

## Подальше використання

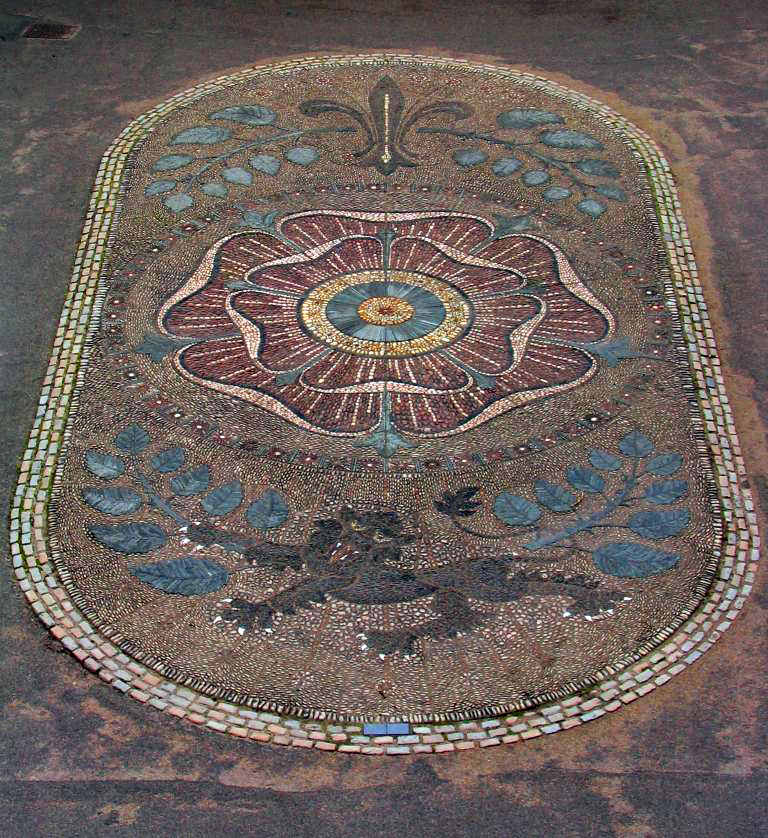
Мозаїка в Вільямсон-парку в Ланкастері

Прапор англійського графства Ланкашир

Хоча назви конкуруючих фракцій в Війні троянд мають мало спільного з містами Йорк і Ланкастер або графствами Йоркшир і Ланкашир, символи часто асоціюють саме з цими місцевостями. Так, червона троянда є основним елементом прапора графства Ланкашир, а також з'являється на гербах багатьох районів Ланкаширу. Також червона троянда представлена як елемент герба Мерсісайда і герба лондонського боро  Енфілда.
Традиційний прапор Ланкашира (червона троянда на  білому полі) не був офіційно зареєстрований, але коли це спробували зробити, було встановлено, що такий же прапор був зареєстрований в шотландському містечку Монтроз. Так як два однакових прапора не могли бути зареєстровані, на офіційному прапорі Ланкашира з'явилося  золоте поле замість білого.
Червона троянда досі часто використовується, і не тільки на жовтому тлі. Крикет-клуб графства Ланкашир і раніше використовує в якості емблеми червону троянду, хоча і не геральдичну. Траффорд-центр в Дамплінгтоні (Великий Манчестер) прикрашений червоними трояндами, перш за все на шибках торгового центру.

## Військове використання
З XIX століття червона троянда була присутня на знаках ряду підрозділів британської армії. В  Першій світовій війні троянду на нашивках носили солдати британської 55-ї (Західний Ланкашир) дивізії під час своєї кампанії в  Бельгії. Їх девізом було: «Вони переможуть або помруть, ті, хто носять Розу Ланкастера».
На кокардах легкої піхоти Саскатуна канадської армії зображена червона троянда в знак союзу з Йоркським і Ланкастерським полком  британської армії.

## Використання за кордонами Великої Британії
|                 |
| Прапор Монреаля |

|                                  |
| Прапор Ланкастера (Пенсильванія) |

- На прапорі канадського Монреаля в правому верхньому кутку знаходиться червона троянда, що символізує англійську діаспору міста.
- Місто Ланкастер в штаті Пенсільванія відомий як «Місто червоної троянди» (англ. Red Rose City). Також на печатці міста і на його прапорі використовується символ червоної троянди.